# 大野湊神社

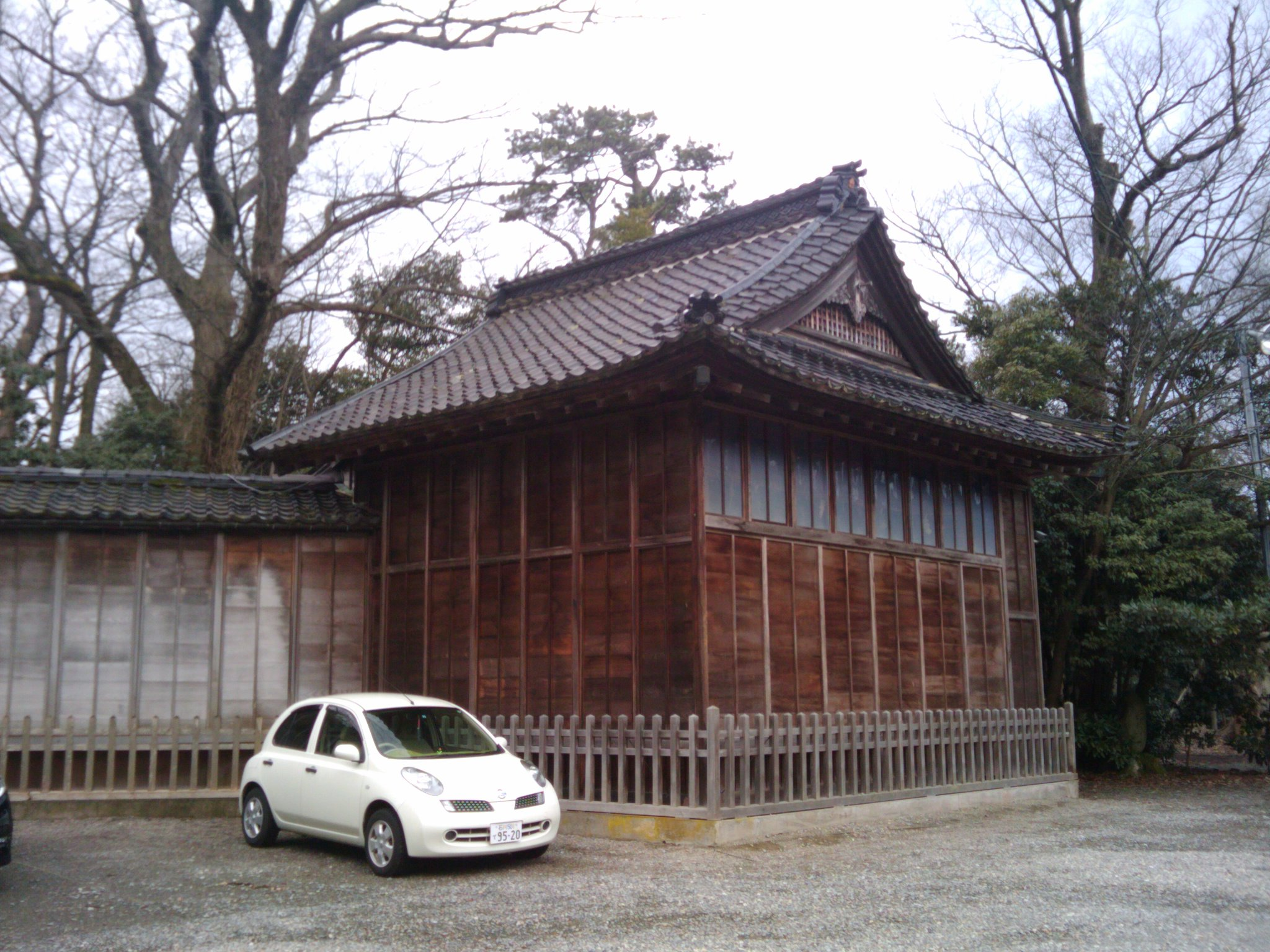
神事能が奉納される能舞台

大野湊神社（おおのみなとじんじゃ）とは、石川県金沢市に鎮座する猿田彦大神を祭神とする神社である。

## 歴史
神亀4年（727年）、陸奥の人、佐那（さな）が航海中に猿田彦大神を拾い上げ、大野庄真砂山竿林（おおのしょうまさごやまさおのはやし）に既にあった神明社（祭神・天照大神）の傍らに一祠を建立し勧請したのが始まりとされる。この合祀より大野郷（旧宮腰・現金石町）の湊の守護神として、大野湊神社と称されるようになった。天平元年（729年）に「佐那武大明神」（さなたけだいみょうじん）の称号を与えられる。延長5年（927年）成立の延喜式神名帳に記載を持つ加賀郡の式内社で、2133ある国幣小社のひとつである。社号は佐那武大宮大明神または佐良嶽（さらだけ）明神。平安末期には大野湊神社という社号は消えかわって「佐那武社」の名が見えるようになる。このころの当社は加賀馬場白山宮の有力末社となっていた（『白山之記』）。 現在、境内末社として佐那武白山神社を祀るのは、その名残りである。神社は建長4年（1252年）火災により古大野から東八丁をへだてた寺中町の離宮八幡宮（現在地）に奉遷された。戦国時代には荒廃したが、前田利家により再興。慶長9年（1604年）からは、恒例となる神事能の奉納が前田利長によって始められた。社殿は寛永16年（1639年）前田利常によって造営された。明治18年（1885年）県社に指定。昭和41年（1966年）別表神社に指定。昭和57年（1982年）石川県指定文化財。毎年8月1日より3日間執り行われる大祭は、525年間大野郷に鎮座されてい た当時を偲び、海岸の仮殿に神輿を奉遷して行なわれるもので、金石の夏祭りとして有名である。

## 名前の由来と関連
最初に猿田彦大神を勧請したという、陸奥の人佐那の名に由来するとされる。民俗学的解釈では、佐那はさなぎ（鐸、類聚名義抄による）で製鉄との関連を意味し、奥州の金売によって製鉄技術が伝えられたことを示唆するという。また、白山信仰との関連から、佐那武が祭神の猿田彦を指すという説もある（後述）。また、佐那は佐良嶽という地名に由来するという説もある。佐良嶽とは、現在の金沢市金石町あたり、犀川河口南岸にあったとされる砂丘地である。大野湊神社はこの佐良嶽の麓、大野湊に元々鎮座していたが、度重なる嵐や大波で砂丘地が削られ、神社は海中へ没したといわれる。佐良嶽の名も近世には既に失われてしまった。鎌倉期成立といわれる平家物語に、越中前司平盛俊が宮腰（みやのこし）の佐良嶽に陣を敷いたとの記述がある。大日本史巻二百三十列伝百五十七の源義仲に、源平盛衰記および平家物語によるとして、以下の記述がある。
維盛僅免、収散卒加賀、保宮腰佐良嶽、源行家率所部兵向志雄山、軍不利、義仲聞之自率騎四萬赴之、敵将平盛俊聞維盛敗、奔于佐良嶽、義仲遂北至加賀、・・・

## 白山信仰との関連
大野湊神社の祭神と白山比咩神社の祭神は重ならないが、加賀馬場白山宮の有力末社となっていた時期がある（『白山之記』）。 現在、境内末社として佐那武白山神社を祀るのは、その名残りである。「加賀諸神社縁起」の佐那武白山社縁起に以下の記述がある。
佐那武白山権現は白山比咩神社九所の小社の一社にて、往古は白山本宮の摂社なりといひ伝たり。其頃は佐那武白山の衆徒とて社僧多く居たりき。本地仏は佐那武の観音堂と称し、其地を寺中と呼ひて寺院共多く、今其遺跡を寺中村と称せり。本地観音の堂宇ありし地をは今観音堂村と呼へり。其いにしへは佐那武白山の社人・社僧夥多しく此地辺に居たりしかと、長享[1487-1488]以来の国乱に神人・社僧も悉く離散して社殿・堂宇は兵火に罹り、神宝・仏体は僅に取り除け残れるを、・・・

また、白山七社の中宮三社として、中宮、別宮、そして佐羅（良）宮がある。この佐羅（良）宮は、現在の白山市佐良の佐羅早松神社である。平安末期成立と言われる『白山之記』には、佐羅（良）宮は以下のように記載されている。
［此より佐羅宮の分なり］ 又一の宝社あり。 佐羅大明神と名く。 本地は不動明王なり。 天元五年（壬午）始て宝殿を造る。 小社（普賢文殊）は早松・並松（米持金剛童子なり）なり。 台子の滝六所の御子あり。 本仏は大日如来なり。 長保元年（己亥）（二宇あり。五間二面なり。講堂一宇これを造り始む）。又一社あり。 六所堂と名く。 二宇は温屋なり。又一社あり。 境明神と名く。 小豆沢は平岩なり。

同じ佐羅宮は、別書『加賀白山伝記之事』には以下のように佐良の宮として記載されている。
第六勝佐良の宮と申奉るは、本地は聖観音、垂跡は地神第五鸕鷀草葺不合の尊となり。

南北朝から室町時代にかけて成立した義経記『愛発山のこと』に、関連する伝承がある。
弁慶、「・・・此のをあら血の山と申す事は、加賀の国に下白山（しもしらやま）と申すに、女体后の、龍宮の宮とて御座しましけるが、志賀の都にして、唐崎の明神に見え初められ参らせ給ひて、年月を送り給ひける程に、懐妊既に其の月近くなり給ひしかば、同じくは我が国にて誕生あるべしとて、加賀の国へ下り給ひける程に、此の山の禅定[=頂上]にて、俄に御腹の気付き給ひけるを、明神「御産近づきたるにこそ」とて、御腰を抱き参らせ給ひたりければ、即ち御産なりてんげり。其の時産のあら血をこぼさせ給ひけるによりて、あら血の山とは申し候へ。さてこそあらしいの山、あら血の山の謂れ知られ候へ」と申しければ、判官、「義経もかくこそ知りたれ」とて笑ひ給ひけり。

この生まれた子は佐羅皇子であるといい、佐羅早松神社との関係を示唆する。同時に、佐羅と佐那／佐良が通じることから、白山比咩神社と大野湊神社との関連をも示唆する可能性がある。大野湊神社に合祀される佐那武社は白山本宮の末社であり、その姫神と唐崎明神の子の佐羅皇子が佐那武=猿田彦として佐良嶽に祀られてた、という解釈が可能である。なお、この説に従えば、宮腰という地名は、白山の麓の宮（あるいは佐良嶽の麓の宮）と解釈できる。これは、古語の「腰」は山裾の意味を持つためである。

## 例祭
- 大祭 8月1日 - 8月3日だったが、現在は8月第一日曜日を最終日とする3日間
- 神事能 5月15日 - 毎年8月1日から3日間にわたって行われる大祭は、創建当時の場所に仮殿を建てて行われる。